# Saison 3 d'Engrenages
 (septembre 2012).
Si vous disposez d'ouvrages ou d'articles de référence ou si vous connaissez des sites web de qualité traitant du thème abordé ici, merci de compléter l'article en donnant les références utiles à sa vérifiabilité et en les liant à la section « Notes et références ».
Chronologie
Saison 2 Saison 4
Cet article présente les épisodes de la troisième saison de la série télévisée française Engrenages.

## Personnages principaux
- Caroline Proust : Capitaine Laure Berthaud
- Thierry Godard : Lieutenant Gilles « Gilou » Escoffier
- Fred Bianconi : Lieutenant Luc « Tintin » Fromentin
- Philippe Duclos : François Roban
- Grégory Fitoussi : Pierre Clément
- Audrey Fleurot : Joséphine Karlsson

## Personnages réguliers
- Bruno Debrandt : Commissaire Vincent Brémont
- Stéphan Wojtowicz : Commissaire Marc Aubert
- Elisabeth Macocco : Marianne Ledoux
- Gilles Cohen : Martin Roban
- Dominique Daguier : Procureur Machard
- Daniel Duval : Szabo
- Shemss Audat : Nadia « Nana »
- Corinne Masiero : Patricia
- Anne Alvaro : Isabelle Ledoré
- Xavier Robic : Arnaud Ledoré
- Nicolas Moreau : Maire Courcelles
- Finnegan Oldfield : Dylan
- Jean-Michel Lahmi : Étienne Delcourt

## Épisode 1
- Titre original : Épisode 1
- Numéros : 17 (3-1)
- Scénariste(s) : Anne Landois, Eric de Barahir et Simon Jablonka
- Réalisateur(s) : Manuel Boursinhac
- Diffusion(s) :
  -  France : 3 mai 2010 sur Canal+
  -  Royaume-Uni : 2 avril 2011 sur BBC Four
- Invité(es) :
- Résumé :

## Épisode 2
- Titre original : Épisode 2
- Numéros : 18 (3-2)
- Scénariste(s) : Anne Landois, Eric de Barahir et Simon Jablonka
- Réalisateur(s) : Manuel Boursinhac
- Diffusion(s) :
  -  France : 3 mai 2010 sur Canal+
  -  Royaume-Uni : 2 avril 2011 sur BBC Four
- Invité(es) :
- Résumé :

## Épisode 3
- Titre original : Épisode 3
- Numéros : 19 (3-3)
- Scénariste(s) : Anne Landois, Eric de Barahir et Simon Jablonka
- Réalisateur(s) : Manuel Boursinhac
- Diffusion(s) :
  -  France : 10 mai 2010 sur Canal+
  -  Royaume-Uni : 9 avril 2011 sur BBC Four
- Invité(es) :
- Résumé :

## Épisode 4
- Titre original : Épisode 4
- Numéros : 20 (3-4)
- Scénariste(s) : Anne Landois, Eric de Barahir et Simon Jablonka
- Réalisateur(s) : Manuel Boursinhac
- Diffusion(s) :
  -  France : 10 mai 2010 sur Canal+
  -  Royaume-Uni : 9 avril 2011 sur BBC Four
- Invité(es) :
- Résumé :

## Épisode 5
- Titre original : Épisode 5
- Numéros : 21 (3-5)
- Scénariste(s) : Anne Landois, Eric de Barahir et Simon Jablonka
- Réalisateur(s) : Manuel Boursinhac
- Diffusion(s) :
  -  France : 17 mai 2010 sur Canal+
  -  Royaume-Uni : 16 avril 2011 sur BBC Four
- Invité(es) :
- Résumé :

## Épisode 6
- Titre original : Épisode 6
- Numéros : 22 (3-6)
- Scénariste(s) : Anne Landois, Eric de Barahir et Simon Jablonka
- Réalisateur(s) : Manuel Boursinhac
- Diffusion(s) :
  -  France : 17 mai 2010 sur Canal+
  -  Royaume-Uni : 16 avril 2011 sur BBC Four
- Invité(es) :
- Résumé :

## Épisode 7
- Titre original : Épisode 7
- Numéros : 23 (3-7)
- Scénariste(s) : Anne Landois, Eric de Barahir et Simon Jablonka
- Réalisateur(s) : Jean-Marc Brondolo
- Diffusion(s) :
  -  France : 24 mai 2010 sur Canal+
  -  Royaume-Uni : 23 avril 2011 sur BBC Four
- Invité(es) :
- Résumé :

## Épisode 8
- Titre original : Épisode 8
- Numéros : 24 (3-8)
- Scénariste(s) : Anne Landois, Eric de Barahir et Simon Jablonka
- Réalisateur(s) : Jean-Marc Brondolo
- Diffusion(s) :
  -  France : 24 mai 2010 sur Canal+
  -  Royaume-Uni : 23 avril 2011 sur BBC Four
- Invité(es) :
- Résumé :

## Épisode 9
- Titre original : Épisode 9
- Numéros : 25 (3-9)
- Scénariste(s) : Anne Landois, Eric de Barahir et Simon Jablonka
- Réalisateur(s) : Jean-Marc Brondolo
- Diffusion(s) :
  -  France : 31 mai 2010 sur Canal+
  -  Royaume-Uni : 30 avril 2011 sur BBC Four
- Invité(es) :
- Résumé :

## Épisode 10
- Titre original : Épisode 10
- Numéros : 26 (3-10)
- Scénariste(s) : Anne Landois, Eric de Barahir et Simon Jablonka
- Réalisateur(s) : Jean-Marc Brondolo
- Diffusion(s) :
  -  France : 31 mai 2010 sur Canal+
  -  Royaume-Uni : 30 avril 2011 sur BBC Four
- Invité(es) :
- Résumé :

## Épisode 11
- Titre original : Épisode 11
- Numéros : 27 (3-11)
- Scénariste(s) : Anne Landois, Eric de Barahir et Simon Jablonka
- Réalisateur(s) : Jean-Marc Brondolo
- Diffusion(s) :
  -  France : 7 juin 2010 sur Canal+
  -  Royaume-Uni : 7 mai 2011 sur BBC Four
- Invité(es) :
- Résumé :

## Épisode 12
- Titre original : Épisode 12
- Numéros : 28 (3-12)
- Scénariste(s) : Anne Landois, Eric de Barahir et Simon Jablonka
- Réalisateur(s) : Jean-Marc Brondolo
- Diffusion(s) :
  -  France : 7 juin 2010 sur Canal+
  -  Royaume-Uni : 7 mai 2011 sur BBC Four
- Invité(es) :
- Résumé :